# Женская сборная Сербии по волейболу
Женская сборная Сербии по волейболу представляет Сербию на международных соревнованиях по волейболу, является правопреемницей сборной Сербии и Черногории. Управляется Волейбольным союзом Сербии (OSS). Двукратный чемпион мира (2018, 2022), 3-кратный чемпион Европы (2011, 2017, 2019).

## История
Первым официальным международным стартом в истории сборной Сербии стал проходивший в Анкаре отборочной турнир Мирового Гран-при-2008, где сербки заняли 4-е место. Менее чем через две недели команда Зорана Терзича в бельгийском Хасселте провела первый матч финального турнира чемпионата Европы. В составе команды выступали все лидеры сборной Сербии и Черногории, ставшей годом ранее бронзовым призёром чемпионата мира, за исключением Александры Ранкович и Иваны Джерисило. Потерпев в первой игре неожиданное поражение от сборной Словакии, сербские девушки на первом групповом этапе одержали трудные победы над Нидерландами и Бельгией, а на втором этапе уступили только сборной Польши, выиграв у Болгарии и Чехии. Жребий снова свёл сборные Сербии и Польши в полуфинале и на сей раз подопечные Терзича в Люксембурге взяли убедительный реванш у победительниц двух предыдущих европейских первенств. В финальном матче сербки уступили сборной Италии в трёх партиях. Два игрока сербской команды были награждены индивидуальными призами: Майя Огненович была признана лучшей связующей, а Йована Бракочевич — лучшей подающей.
Благодаря второму месту на чемпионате Европы сборная Сербии стала участницей Кубка мира. До последних дней турнира в Японии Сербия сохраняла шансы на призовое место, дающее путёвку на Олимпийские игры в Пекине, но поражения в заключительных турах от непосредственных конкурентов — сборных Бразилии и Кубы — позволили вице-чемпионкам Европы занять только 5-ю позицию. Для завоевания права выступить на Олимпийских играх сербкам пришлось дополнительно сыграть два отборочных турнира — после неудачного выступления в январе 2008 года на континентальной квалификации в Халле, сербки благодаря высокому рейтингу стали участницами мирового отборочного турнира, проходившего в Токио в мае 2008 года и, заняв 2-е место, обеспечили себе участие на Олимпийских играх.
Недостаток опыта, связанный с неучастием в Гран-при и невысоким средним возрастом лидеров команды, не позволил сборной Сербии успешно выступить на Олимпиаде. На групповом этапе сербки потерпели крупные поражения от Бразилии, Италии и России, однако вышли в четвертьфинал, но уступили кубинкам. В сентябре 2008 года на отборочном турнире Гран-при в Омске команда Зорана Терзича также сыграла неудачно, и с 2009 года стала выступать в Евролиге.
Если в Евролиге сборная Сербии практически не испытывала серьёзной конкуренции и три года подряд становилась её победителем, то на более крупных турнирах в этот период добиться высоких результатов не удавалось. На чемпионате Европы в Польше, равно как и на чемпионате мира в Японии, сербские девушки очень уверенно проводили первый этап, но на втором, определяющем участников плей-офф, резко сбавляли, что не позволяло им участвовать в борьбе за медали.
В 2011 году сборная Сербии в дебютном для себя турнире Гран-при заняла 3-е место, а лидер её атак Йована Бракочевич стала самым результативным игроком «Финала восьми», проходившего в Макао. В том же сезоне сербским волейболисткам покорилась вершина чемпионата Европы. В Белграде, где проходили решающие матчи турнира, команда Зорана Терзича продемонстрировала не только мастерство, но и сильный характер, выиграв полуфинальный матч у турчанок, уступая 1:5 на тай-брейке, и переломив ход трудно складывавшегося финала с немками, в котором соперники вели 2:1 по партиям и 6:0 в четвёртом сете. Индивидуальными призами были награждены Майя Огненович и Сузана Чебич, Йована Бракочевич признана самым ценным игроком чемпионата.
В дальнейшем сборная Сербии оставалась вне пьедесталов крупнейших соревнований: на олимпийском турнире в Лондоне подопечные Зорана Терзича проиграли всем своим соперникам по группе и не вышли в плей-офф, на чемпионате Европы 2013 года заняли 4-е место, а на чемпионате мира-2014 выбыли из борьбы за медали из-за поражений во втором групповом раунде от сборных США и России. Серия неудач прервалась в 2015 году, когда сербки выиграли бронзу на I Европейских играх в Баку, континентальном чемпионате и серебро на Кубке мира.
В августе 2016 года сборная Сербии впервые в своей истории стала призёром Олимпийских игр. В Рио-де-Жанейро балканская команда финишировала третьей в своей группе, а в четвертьфинале в трёх партиях обыграла сборную России, причём первый сет этого матча, предопределивший ход всей игры, завершился со счётом 25:9. В полуфинале сербки вырвали победу у американок — 3:2, после чего в решающем матче, взяв первую партию у сборной Китая, уступили со счётом 1:3. 
В 2017 и 2019 годах команда Зорана Терзича завоевала золото чемпионатов Европы, не проиграв в этих двух турнирах ни одного матча. Самым ценным игроком обоих чемпионатов признавалась диагональная Тияна Бошкович. В октябре 2018 года сборная Сербии впервые выиграла чемпионат мира, а лучшим игроком вновь стала Бошкович. В финальном матче подопечные Зорана Терзича со счётом 3:2 победили сборную Италии. На Олимпийских играх в Токио сербские волейболистки уступили в полуфинальном матче сборной США, но в игре за 3-е место взяли верх над южнокорейской командой. После бронзовой Олимпиады Зоран Терзич ушёл в отставку. В октябре 2022 года под руководством итальянского тренера Даниэле Сантарелли сборная Сербии защитила титул чемпиона мира, обыграв в финале сборную Бразилии со счетом 3:0. Как и в 2018 году, самым ценным игроком чемпионата мира была признана Тияна Бошкович. Двукратными чемпионками мира также стали Майя Алексич, Ана Белица, Бьянка Буша, Бояна Дрча (Живкович), Бояна Миленкович, Бранкица Михайлович, Теодора Пушич и Йована Стеванович.
В декабре 2022 года Даниэле Сантарелли принял более выгодное предложение от сборной Турции, а сербскую команду возглавил его соотечественник и бывший тренер турецкой сборной Джованни Гуидетти.

## Результаты выступлений

### Олимпийские игры
| \| Год \| И \| В \| П \| С/П \| Место \| \| ----- \| -- \| -- \| -- \| ----- \| ----- \| \| 2008 \| 6 \| 2 \| 4 \| 6:13 \| 5-е \| \| 2012 \| 5 \| 0 \| 5 \| 2:15 \| 11-е \| \| 2016 \| 8 \| 5 \| 3 \| 19:11 \| 2-е \| \| 2020 \| 8 \| 6 \| 2 \| 19:6 \| 3-е \| \| 2024 \| 4 \| 1 \| 3 \| 6:9 \| 7-е \| \| Всего \| 31 \| 14 \| 17 \| 52:43 \| \| |    | 2008: Йована Бракочевич, Стефана Велькович, Йована Весович, Ивана Джерисило, Наташа Крсманович, Саня Малагурски, Брижитка Молнар, Елена Николич, Майя Огненович, Мая Симанич, Сузана Чебич, Весна Читакович. Тренер — Зоран Терзич. · 2012: Елена Благоевич, Йована Бракочевич, Стефана Велькович, Йована Весович, Ивана Джерисило, Бояна Живкович, Наташа Крсманович, Бранкица Михайлович, Майя Огненович, Милена Рашич, Саня Старович, Сузана Чебич. Тренер — Зоран Терзич. · 2016: Тияна Бошкович, Йована Бракочевич, Бьянка Буша, Стефана Велькович, Бояна Живкович, Тияна Малешевич, Бранкица Михайлович, Елена Николич, Майя Огненович, Сильвия Попович, Милена Рашич, Йована Стеванович. Тренер — Зоран Терзич. · 2020: Майя Алексич, Ана Белица, Елена Благоевич, Тияна Бошкович, Бьянка Буша, Бояна Миленкович, Сладжана Миркович, Бранкица Михайлович, Майя Огненович, Мина Попович, Сильвия Попович, Милена Рашич. Тренер — Зоран Терзич. · 2024: Бьянка Буша, Катарина Лазович, Бояна Дрча, Мина Попович, Александра Узелац, Майя Огненович, Хена Куртагич, Майя Алексич, Йована Стеванович, Сильвия Попович, Тияна Бошкович, Бояна Миленкович, Сара Лозо. Тренер — Джованни Гуидетти. |    |       |       |
| Год | И  | В | П  | С/П   | Место |
| 2008 | 6  | 2 | 4  | 6:13  | 5-е   |
| 2012 | 5  | 0 | 5  | 2:15  | 11-е  |
| 2016 | 8  | 5 | 3  | 19:11 | 2-е   |
| 2020 | 8  | 6 | 2  | 19:6  | 3-е   |
| 2024 | 4  | 1 | 3  | 6:9   | 7-е   |
| Всего | 31 | 14 | 17 | 52:43 |       |

### Чемпионаты мира
| \| Год \| И \| В \| П \| С/П \| Место \| \| ----- \| -- \| -- \| -- \| ------ \| ----- \| \| 2010 \| 11 \| 6 \| 5 \| 20:18 \| 8-е \| \| 2014 \| 9 \| 6 \| 3 \| 19:13 \| 7-е \| \| 2018 \| 13 \| 11 \| 2 \| 34:10 \| 1-е \| \| 2022 \| 12 \| 12 \| 0 \| 36:5 \| 1-е \| \| Всего \| 45 \| 35 \| 10 \| 109:46 \| \| |    | 2010: Ана Антониевич, Йована Бракочевич, Стефана Велькович, Йована Весович, Наташа Крсманович, Ясна Майсторович, Саня Малагурски, Драгана Маринкович, Брижитка Молнар, Елена Николич, Майя Огненович, Сильвия Попович, Милена Рашич, Сузана Чебич. Тренер — Зоран Терзич. · 2014: Тияна Бошкович, Йована Бракочевич, Стефана Велькович, Бояна Живкович, Наташа Крсманович, Тияна Малешевич, Бранкица Михайлович, Брижитка Молнар, Елена Николич, Наджа Нинкович, Майя Огненович, Сильвия Попович, Милена Рашич, Сузана Чебич. Тренер — Зоран Терзич. · 2018: Майя Алексич, Ана Белица, Тияна Бошкович, Бьянка Буша, Стефана Велькович, Бояна Живкович, Тияна Малешевич, Бояна Миленкович, Бранкица Михайлович, Майя Огненович, Сильвия Попович, Теодора Пушич, Милена Рашич, Йована Стеванович. Тренер — Зоран Терзич. · 2022: Майя Алексич, Ана Белица, Тияна Бошкович, Бьянка Буша, Бояна Дрча, Александра Егдич, Катарина Лазович, Сара Лозо, Бояна Миленкович, Сладжана Миркович, Бранкица Михайлович, Мина Попович, Теодора Пушич, Йована Стеванович. Тренер — Даниэле Сантарелли. |    |        |       |
| Год | И  | В | П  | С/П    | Место |
| 2010 | 11 | 6 | 5  | 20:18  | 8-е   |
| 2014 | 9  | 6 | 3  | 19:13  | 7-е   |
| 2018 | 13 | 11 | 2  | 34:10  | 1-е   |
| 2022 | 12 | 12 | 0  | 36:5   | 1-е   |
| Всего | 45 | 35 | 10 | 109:46 |       |

### Чемпионаты Европы

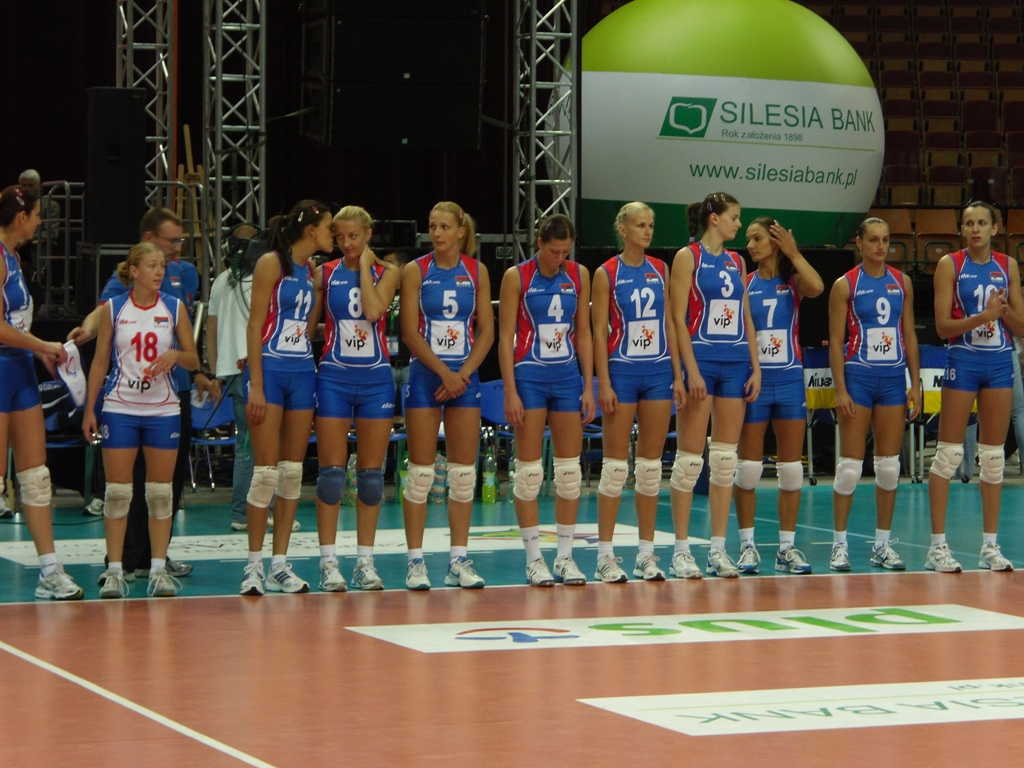
Сентябрь 2010 года. Сборная Сербии на турнире памяти Агаты Мруз-Ольшевской в Катовицах. Слева направо: Елена Николич, Сузана Чебич, Стефана Велькович, Ана Антониевич, Наташа Крсманович, Бояна Живкович, Амадея Дуракович, Саня Малагурски, Брижитка Молнар, Йована Весович, Милена Рашич

| \| Год \| И \| В \| П \| С/П \| Место \| \| ----- \| -- \| -- \| -- \| ------ \| ----- \| \| 2007 \| 8 \| 5 \| 3 \| 17:14 \| 2-е \| \| 2009 \| 6 \| 3 \| 3 \| 12:9 \| 7-е \| \| 2011 \| 7 \| 6 \| 1 \| 19:8 \| 1-е \| \| 2013 \| 6 \| 3 \| 3 \| 13:10 \| 4-е \| \| 2015 \| 6 \| 5 \| 1 \| 16:4 \| 3-е \| \| 2017 \| 6 \| 6 \| 0 \| 18:2 \| 1-е \| \| 2019 \| 9 \| 9 \| 0 \| 27:6 \| 1-е \| \| 2021 \| 9 \| 8 \| 1 \| 25:7 \| 2-е \| \| 2023 \| 9 \| 8 \| 1 \| 26:7 \| 2-е \| \| Всего \| 66 \| 53 \| 13 \| 173:67 \| \| |    | 2007: Йована Бракочевич, Йована Весович, Ивана Исаилович, Наташа Крсманович, Ясна Майсторович, Брижитка Молнар, Елена Николич, Майя Огненович, Майя Симанич, Аня Спасоевич, Сузана Чебич, Весна Читакович. Тренер — Зоран Терзич. · 2011: Ана Антониевич, Йована Бракочевич, Йована Весович, Наташа Крсманович, Ана Лазаревич, Саня Малагурски, Тияна Малешевич, Брижитка Молнар, Елена Николич, Наджа Нинкович, Майя Огненович, Сильвия Попович, Милена Рашич, Сузана Чебич. Тренер — Зоран Терзич. · 2015: Ана Белица, Тияна Бошкович, Бьянка Буша, Стефана Велькович, Бояна Живкович, Тияна Малешевич, Бранкица Михайлович, Елена Николич, Мина Нинкович, Майя Огненович, Сильвия Попович, Милена Рашич, Йована Стеванович, Сузана Чебич. Тренер — Зоран Терзич. · 2017: Ана Белица, Елена Благоевич, Тияна Бошкович, Бьянка Буша, Стефана Велькович, Бояна Живкович, Тияна Малешевич, Бояна Миленкович, Сладжана Миркович, Бранкица Михайлович, Мина Попович, Теодора Пушич, Милена Рашич, Йована Стеванович. Тренер — Зоран Терзич. · 2019: Майя Алексич, Ана Белица, Елена Благоевич, Тияна Бошкович, Бьянка Буша, Стефана Велькович, Катарина Лазович, Бояна Миленкович, Сладжана Миркович, Бранкица Михайлович, Майя Огненович, Мина Попович, Сильвия Попович, Теодора Пушич. Тренер — Зоран Терзич. · 2021: Ана Белица, Елена Благоевич, Тияна Бошкович, Бьянка Буша, Стефана Велькович, Йована Коцич, Катарина Лазович, Бояна Миленкович, Сладжана Миркович, Майя Огненович, Мина Попович, Сильвия Попович, Милена Рашич, Сара Царич. Тренер — Зоран Терзич. · 2023: Майя Алексич, Ана Белица, Тияна Бошкович, Бьянка Буша, Бояна Дрча, Александра Егдич, Хена Куртагич, Катарина Лазович, Сара Лозо, Майя Огненович, Мина Попович, Теодора Пушич, Йована Стеванович, Александра Узелац. Тренер — Джованни Гуидетти. |    |        |       |

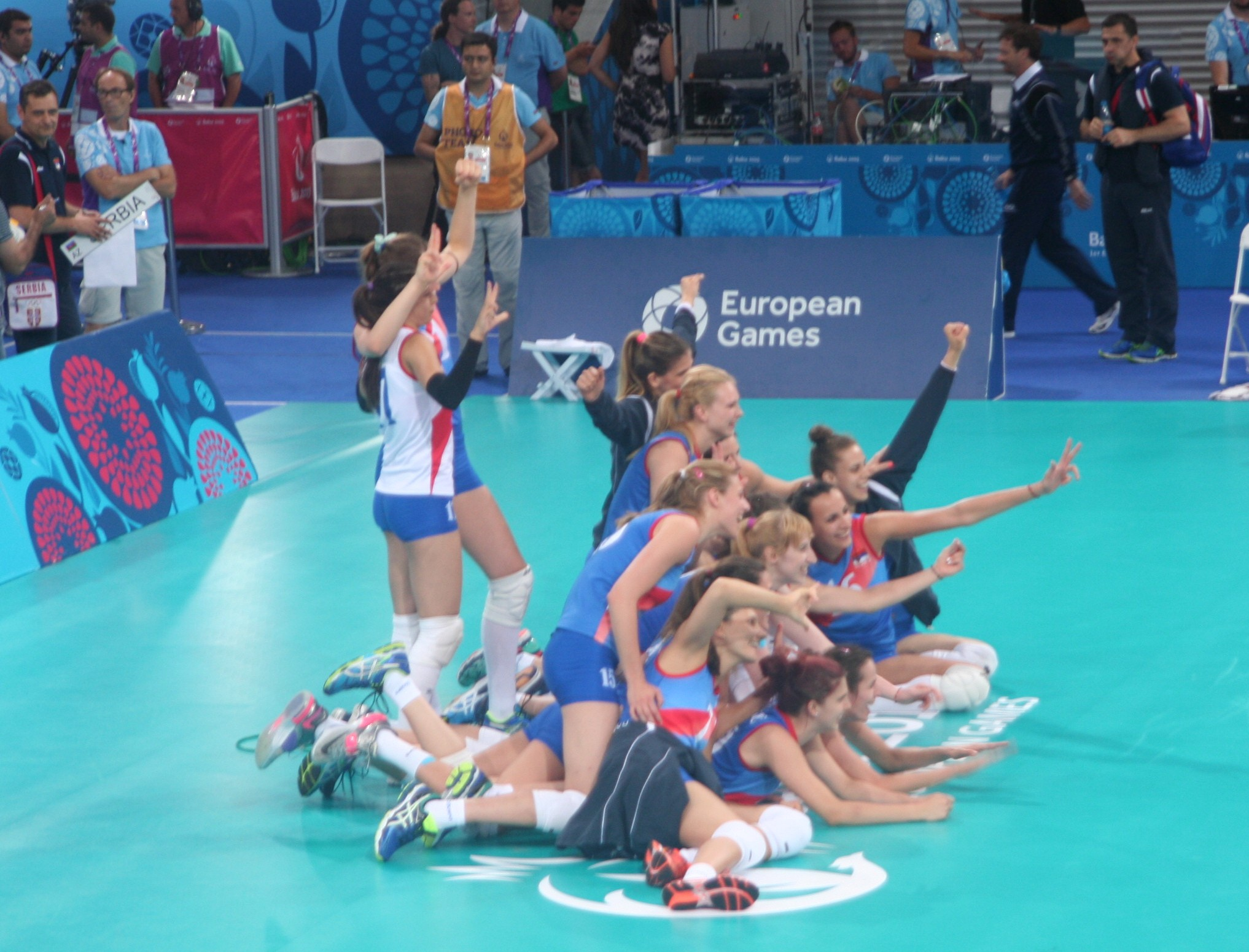
27 июня 2015 года. Баку. Сборная Сербии — бронзовый призёр I Европейских игр

| Год | И  | В | П  | С/П    | Место |
| 2007 | 8  | 5 | 3  | 17:14  | 2-е   |
| 2009 | 6  | 3 | 3  | 12:9   | 7-е   |
| 2011 | 7  | 6 | 1  | 19:8   | 1-е   |
| 2013 | 6  | 3 | 3  | 13:10  | 4-е   |
| 2015 | 6  | 5 | 1  | 16:4   | 3-е   |
| 2017 | 6  | 6 | 0  | 18:2   | 1-е   |
| 2019 | 9  | 9 | 0  | 27:6   | 1-е   |
| 2021 | 9  | 8 | 1  | 25:7   | 2-е   |
| 2023 | 9  | 8 | 1  | 26:7   | 2-е   |
| Всего | 66 | 53 | 13 | 173:67 |       |

### Гран-прииЛига наций
Гран-при
- 2011 — 3-е место
- 2012 — 11-е место
- 2013 — 3-е место
- 2014 — 7-е место
- 2015 — 8-е место
- 2016 — 7-е место
- 2017 — 3-е место

Лига наций
- 2018 — 5-е место
- 2019 — 13-е место
- 2021 — 13-е место
- 2022 — 3-е место
- 2023 — 9-е место
- 2024 — 12-е место

### Кубок мира
- 2007 — 5-е место
- 2011 — 7-е место
- 2015 — 2-е место
- 2019 — 9-е место

### Европейские игры
- 2015 — 3-е место

### Евролига
- 2009 — 1-е место: Бояна Живкович, Саня Малагурски, Брижитка Молнар, Наджа Нинкович, Тияна Малешевич, Оливера Медич, Анджелка Пантович, Александра Петрович, Мария Пуцаревич, Нина Росич, Наташа Шеварика.
- 2010 — 1-е место: Ана Белица, Йована Бракочевич, Стефана Велькович, Йована Весович, Бояна Живкович, Наташа Крсманович, Ясна Майсторович, Брижитка Молнар, Елена Николич, Майя Огненович, Милена Рашич, Сузана Чебич.
- 2011 — 1-е место: Ана Антониевич, Йована Бракочевич, Наташа Крсманович, Ана Лазаревич, Саня Малагурски, Тияна Малешевич, Брижитка Молнар, Наджа Нинкович, Майя Огненович, Сильвия Попович, Милена Рашич, Сузана Чебич.
- 2012 — 3-е место.
- 2013 — 5-е место.

## Состав
Сборная Сербии на Олимпийских играх 2024).
| 4                                  | Бояна Дрча        | 29.03.1988 | 185 | «Фенербахче» Стамбул         |
| 10                                 | Майя Огненович    | 06.08.1984 | 183 | «Савино Дель Бене» Скандиччи |
| Диагональные                       |                   |            |     |                              |
| 18                                 | Тияна Бошкович    | 03.03.1997 | 193 | «Эджзаджибаши» Стамбул       |
| 22                                 | Сара Лозо         | 29.04.1997 | 186 | «Сайтама-Агео Медикс»        |
| Доигровщицы                        |                   |            |     |                              |
| 1                                  | Бьянка Буша       | 25.07.1994 | 187 | «Арас Карго Спор» Измир      |
| 2                                  | Катарина Лазович  | 12.09.1999 | 182 | «Галатасарай» Стамбул        |
| 9                                  | Александра Узелац | 27.07.2004 | 188 | «Зерен Спор» Анкара          |
| 19                                 | Бояна Миленкович  | 6.03.1997  | 186 | «Нилюфер» Бурса              |
| Центральные блокирующие            |                   |            |     |                              |
| 5                                  | Мина Попович      | 16.09.1994 | 187 | «Заречье-Одинцово»           |
| 11                                 | Хена Куртагич     | 27.08.2004 | 195 | «Веро Воллей Милано» Монца   |
| 14                                 | Майя Алексич      | 06.06.1997 | 188 | «Игор Горгондзола» Новара    |
| 15                                 | Йована Стеванович | 30.06.1992 | 191 | «Эджзаджибаши» Стамбул       |
| Либеро                             |                   |            |     |                              |
| 17                                 | Сильвия Попович   | 15.03.1986 | 178 | «Лугож»                      |
| Главный тренер — Джованни Гуидетти |                   |            |     |                              |